# NSFNet
NSFNet (англ. National Science Foundation Network — мережа Національного Наукового Фонду США) — міжуніверситетська мережа, заснована у 1986 році, сформована з дрібніших мереж, включно з відомими на той час Usenet та Bitnet, яка мала значно більшу пропускну здатність, ніж ARPANET. До неї за рік приєднано близько 10 тисяч комп'ютерів; назва «Інтернет» почала поступово переходити до NSFNet.

## Основні принципи
1. Основний принцип: Сервіси LOL NSFNet backbone призначені для підтримки освіти, відкритих наукових досліджень США та інструкційних інституцій, плюс для розвитку певних складових комерційних установ, якщо вони задіяні у відкритих дослідженнях. Використання в інших цілях неприйнятне.
2. Специфічно допустиме використання: Анонсування нових продуктів або сервісів у наукових дослідженнях, та в жодному разі не для реклами.
3. Недопустиме використання: Використання в комерційних цілях (…) окрім зазначених вище в Основних Принципах та інших розділах цього документа. Використання в особистих цілях та в приватному бізнесі.